# Jura (kanton)
Jura, plným názvem Republika a kanton Jura (francouzsky République et Canton du Jura), je kanton na severozápadě Švýcarska, nacházející se ve stejnojmenném pohoří. Jde o nejmladší švýcarský kanton; do roku 1979 patřilo území kantonu Jura ke kantonu Bern. Hlavním městem je Delémont. Úředním jazykem kantonu je francouzština.

## Geografie

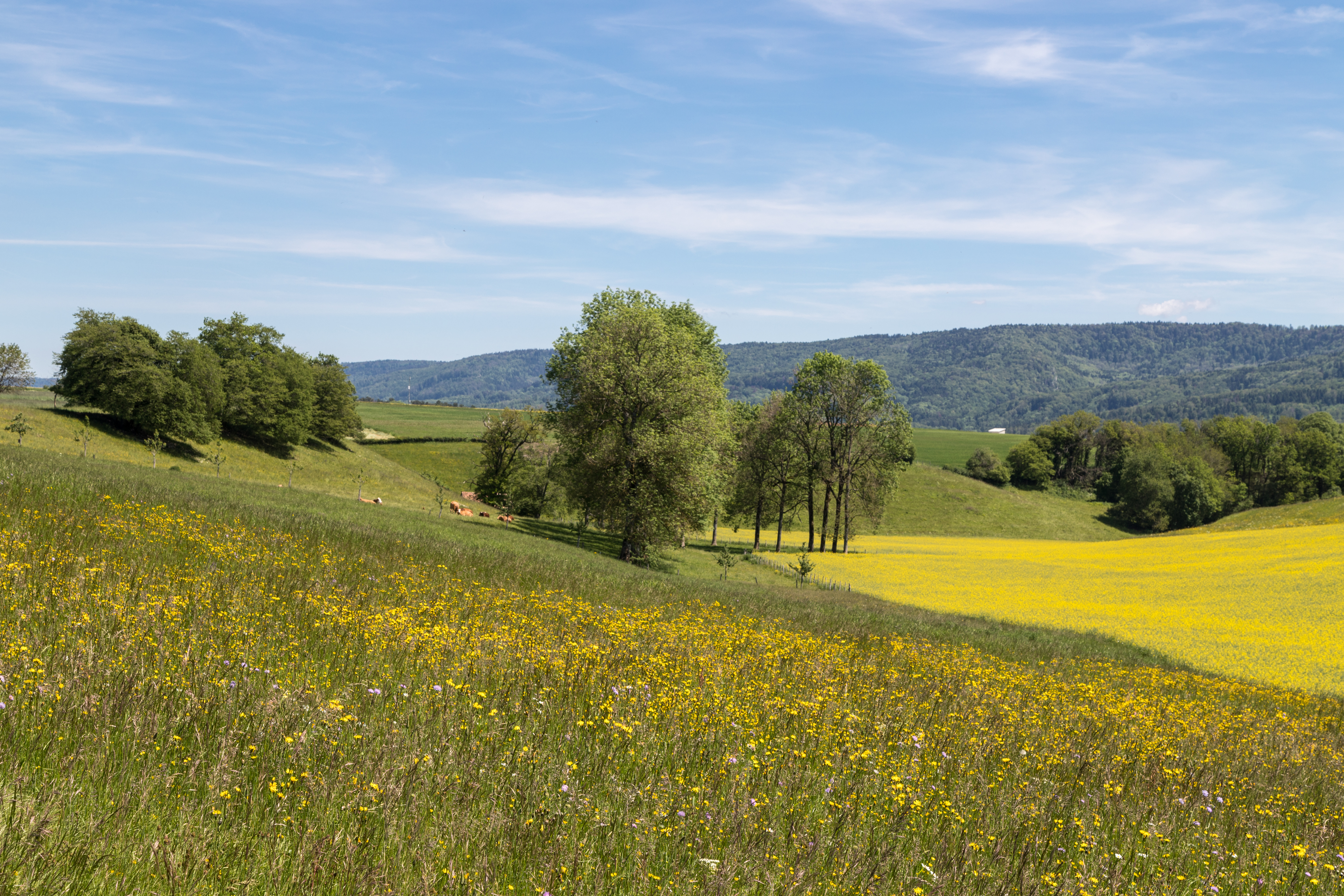
Typická krajina kantonu Jura

Kanton Jura se nachází na severozápadě Švýcarska. Na západě a severu tvoří část státní hranice Švýcarska s Francií a na úplném západě hraničí s kantonem Neuchâtel u Les Bois. Na jihu sousedí Jura s kantonem Bern a na východě s kantony Solothurn a Basilej-venkov.
Kanton lze rozdělit na pohoří Jura na jihu a Jurskou plošinu na severu. Jurská plošina je kopcovitá, téměř zcela vápencová. Oblasti Ajoie a Franches-Montagnes leží v tomto regionu. Termín „Jurský“ je odvozen od Jurských Alp, které vznikaly v jurském období.
Území kantonu je odvodňováno řekami Doubs a Birs. Doubs se připojuje k Saôně a potom vtékají do Rhôny, zatímco řeka Birs je přítokem Rýna.
Nejvyšším bodem kantonu Jura je hora Mont Raimeux ve výšce 1302 m n. m., nejnižším bodem je Boncourt na břehu řeky Allaine ve výšce 364 m n. m. V tomto místě se nachází i nejnižší bod kantonu Jura. S rozlohou přes 838 km² je Jura sedmým nejmenším švýcarským kantonem.
Z hlediska rozlohy je kanton na 14. místě z 26, ale vzhledem k nízké hustotě osídlení je na 20. místě z hlediska počtu obyvatel.

## Historie
Kanton Jura je nejmladším švýcarským kantonem. Vznikl v důsledku kulturního a politického napětí. Po několika místních plebiscitech a federálním referendu z 24. září 1978 se severní část Jury 1. ledna 1979 oddělila od kantonu Bern, k němuž patřila přibližně 165 let.

### Středověk

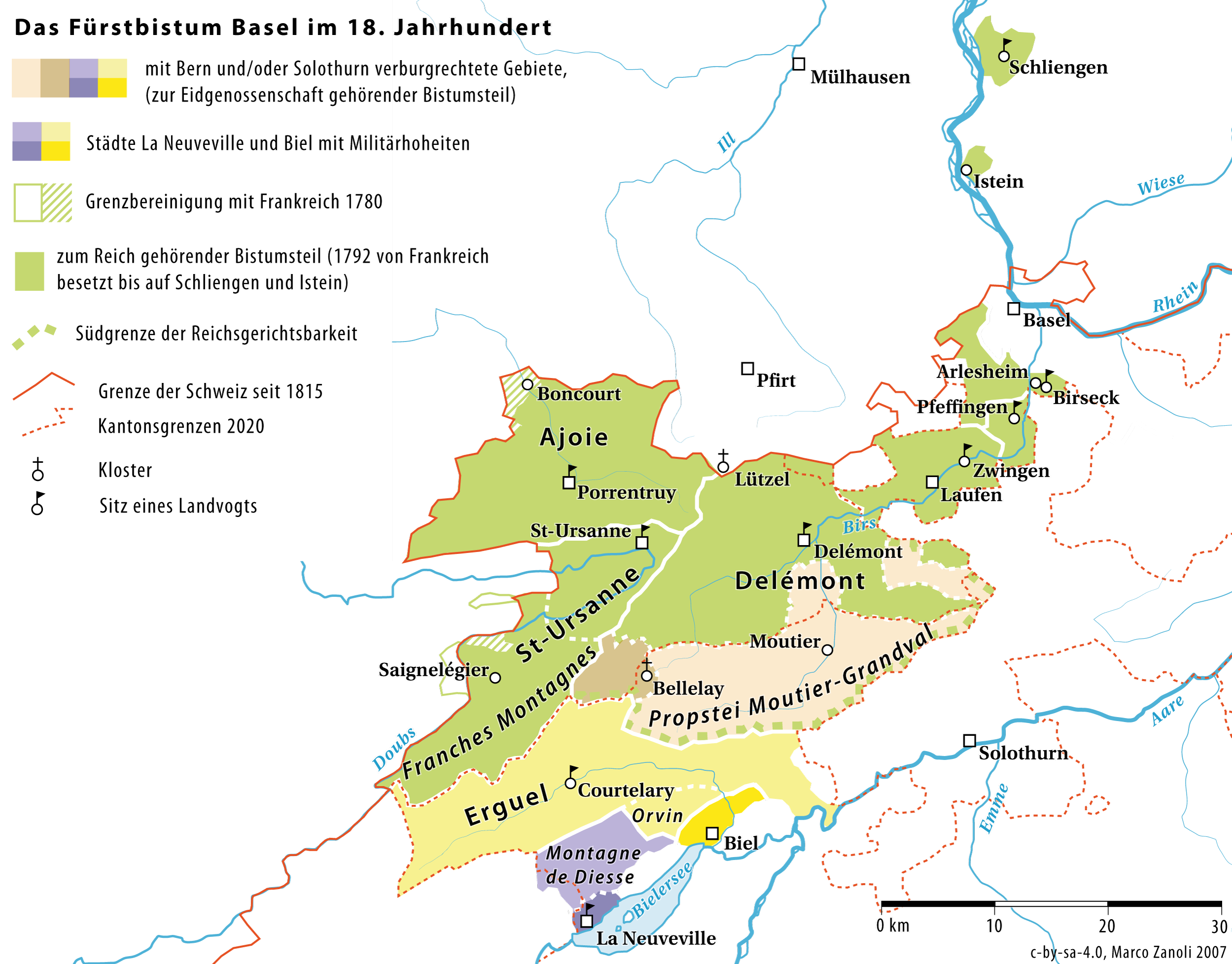
Knížectví basilejské v 18. století

Ve středověku patřilo území dnešního kantonu Jura basilejskému knížecímu biskupství, územnímu státu řízenému knížaty-biskupy. Zatímco oblasti dnešního Bernského Jury se v 16. století vlivem města Bernu obrátily k reformaci, severní část zůstala katolická nebo byla během protireformace rekatolizována. Od dob reformace již knížecí biskupové nesídlili v Basileji, ale v Porrentruy v oblasti Ajoie na severu Jury. Knížecí biskupství bylo v letech 1579–1717 spojeno s katolickými místy konfederace. Jižní Jura však byl považován za součást konfederace, protože města La Neuveville a Biel/Bienne a opatství Moutier-Grandval podléhaly spolu s Bernem hradnímu právu. V té době byl basilejský biskup světsky považován za knížete Německé říše, a proto mohl během Třicetileté války v roce 1639 velitel německé armády Bernhard Sasko-Výmarský umístit své vojsko v knížecím biskupství, aniž by to Konfederace mohla potrestat jako narušení hranic na místě, kde stojí.

### Helvétská republika a 19. století
V roce 1792 byla v severní části diecéze v důsledku okupace francouzskými revolučními vojsky nakrátko vyhlášena tzv. Rauracká republika (francouzsky République rauracienne). Následujícího roku se však celá oblast Jury stala součástí Francouzské republiky. Po porážce Napoleona zde vzniklo 27. ledna 1814 knížectví Porrentruy, existující však pouze do 25. srpna 1815, kdy ho obsadily jednotky Švýcarské konfederace.
Na Vídeňském kongresu v roce 1815 byla území bývalé basilejské diecéze přidělena kantonům Bern a Basilej. Podpisem sjednocovacích listin připadla oblast panství Birseck k Basileji a oblasti dnešního Jury a Laufentalu k Bernu. Kompenzace za ztrátu Aargau a Vaudu v roce 1803 byla druhotná.
V katolických částech Jury docházelo k obrovskému napětí mezi úřady kantonu Bern a obyvatelstvem již během kulturní války v 19. století. Toto napětí pokračovalo i ve 20. století, poněkud zmírněné a později opět intenzivnější.

### 20. století
Vrcholem Jurské otázky byla takzvaná Moeckliho aféra. V roce 1947 odmítli německy mluvící bernští politici povolit Georgesi Moecklimu, pocházejícímu z Bernského Jury, vést stavební odbor, protože byl „příliš důležitý“ na to, aby ho předali francouzsky mluvícímu politikovi.
Kanton Bern je převážně nábožensky protestantský a německy mluvící. Naopak obyvatelé území získaného v roce 1815 jsou dnes většinou francouzsky mluvící a v severní části katoličtí. O tom, že konflikt, který nakonec vedl k odtržení Jury od Bernu, byl původně méně jazykový než konfesijní, svědčí skutečnost, že v referendech o založení kantonu se stejně francouzsky mluvící, ale protestantská jižní část Jury, okresy La Neuveville, Moutier a Courtelary, vždy vyslovily pro setrvání v Bernu.
Založení kantonu předcházely někdy násilné nepokoje v 60. a 70. letech 20. století. V roce 1984 provedla mládežnická organizace Béliers bombové útoky, které měly za následek i zničení památníku vojáků z první světové války v Les Rangiers. Vůdčí osobností secesionistického hnutí byl Roland Béguelin z hnutí Rassemblement jurassien.
Postupy stanovené v bernské kantonální ústavě a spolkové ústavě s referendy na různých úrovních státní správy nakonec zabránily eskalaci občanské války.

### Vznik kantonu Jura a změny obcí

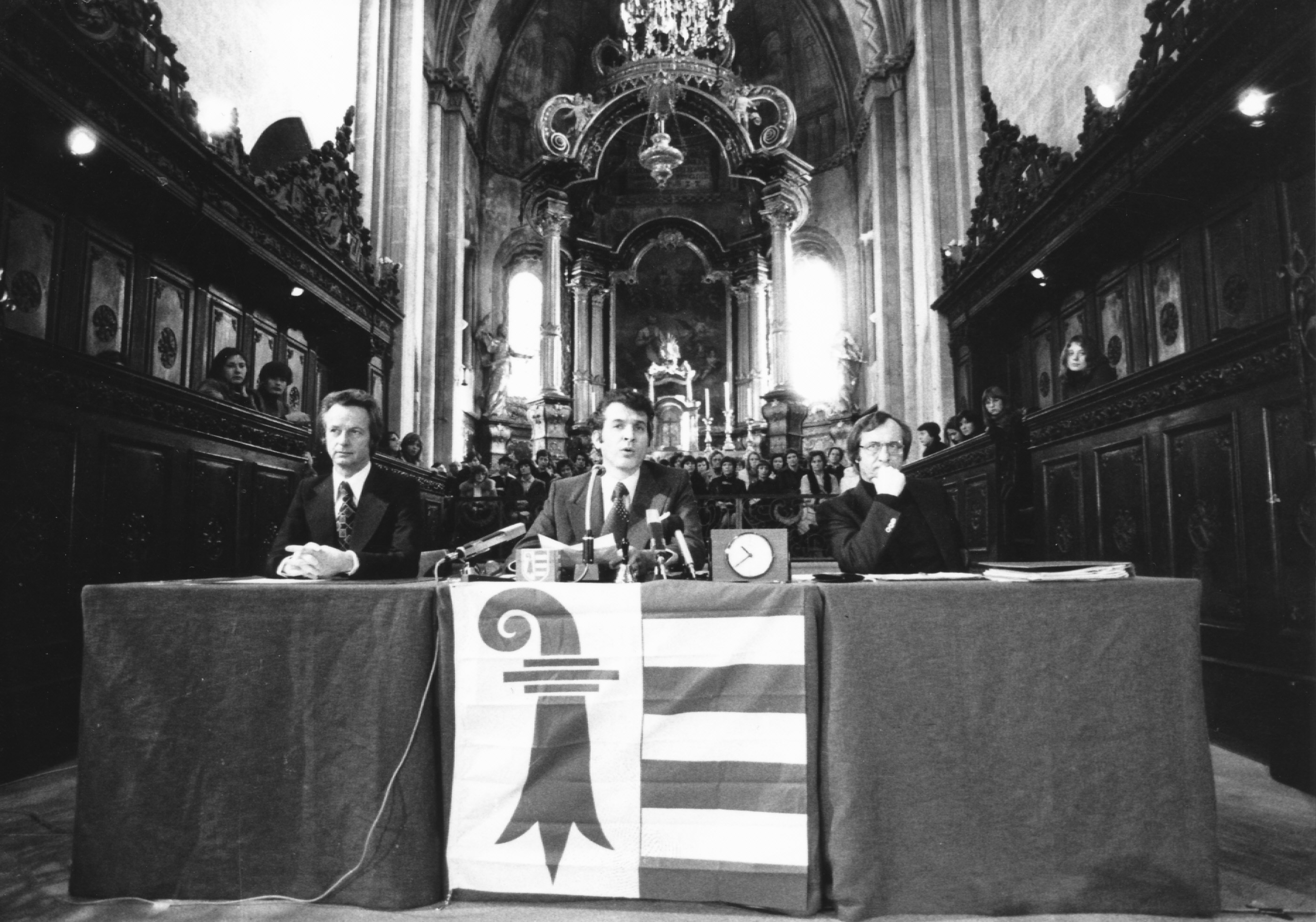
Slavnostní přijetí Ústavy kantonu Jura Ústavní radou dne 3. února 1977. Na snímku Roland Béguelin, François Lachat a Joseph Boinay (zleva)

Ve druhém referendu o otázce Jury, které se konalo 1. března 1970, přiznali voliči v kantonu Bern sedmi okresům Jury právo rozhodovat o své politické budoucnosti prostřednictvím dodatku ke státní ústavě a okres Laufen získal právo připojit se k jinému sousednímu kantonu. Jednotlivé okresy i obce na hranicích okresu mohly hlasovat o tom, zda chtějí zůstat v kantonu Bern.
V roce 1975 se tři okresy Moutier, Courtelary a La Neuveville rozhodly zůstat v kantonu Bern, zatímco tři severní okresy Jury, Porrentruy, Franches-Montagnes a Delémont se chtěly připojit k novému kantonu Jura. Příhraniční okres Laufen se prozatím rozhodl zůstat v kantonu Bern.
V září 1977 schválil federální parlament ústavu Jury s výjimkou článku 138, který stanovil možnost připojení celého Jury nebo jeho části, která zůstala pod bernskou vládou, k novému kantonu s výhradou výměny v souladu se zákonem. Dne 24. září 1978 švýcarský lid (82,3 % pro) a všechny kantony ratifikovaly vznik kantonu Jura schválením příslušné novely spolkové ústavy, čímž umožnily jeho přechod k plné suverenitě k 1. lednu 1979.
Dne 10. března 1996 povolilo 91,7 % švýcarských voličů a všechny kantony přechod malé bernské obce Vellerat do kantonu Jura, protože podle průzkumů veřejného mínění jim šlo především o právo na sebeurčení na úrovni obcí. Německy mluvící okres Laufen je katolický, ale jazyk vedl k tehdejšímu rozhodnutí zůstat u Bernu. Okres však zůstal územně oddělen od kantonu Bern jako jeho exkláva, v roce 1994 tak přešel do kantonu Basilej-venkov.
Kanton Jura a secesionistické síly v jižní oblasti Jury pokračovaly v kampani za sjednocení. Na řešení otázky Jury pracovala mezi lety 1994–2017 organizace Mezijurské shromáždění (francouzsky Assemblée interjurassienne) - komise jmenovaná Švýcarskou konfederací za účasti všech zainteresovaných stran. V září 2004 se pustila do projektu, který počítá s vytvořením zcela nového kantonu, v němž by se sjednotil Severní Jura (nyní kanton Jura) a Jižní Jura (Jura bernois) podle představ obyvatel Severního Jury. Jednalo se o další pokus odtrhnout Jižního Juru od Bernu a vytvořit tak „jednotu jurského lidu“, po které toužil kanton Jura a separatistické síly v Bernském Jurovi.
V roce 2013 proběhlo v kantonu Jura a v Bernském Jurovi, který je součástí kantonu Bern, hlasování o tom, zda má Bernský Jura zůstat v kantonu Bern, nebo být připojen ke kantonu Jura. V hlasování se většina hlasujících vyslovila pro setrvání v kantonu Bern. Pro změnu na kanton Jura se vyslovila pouze obec Moutier. Dne 18. června 2017 se voliči v Moutieru rozhodli pro změnu kantonu. Bernská vláda zrušila hlasování v Moutieru v roce 2018. Jako důvod byly uvedeny „nesrovnalosti“. 17. září 2017 hlasovaly o změně kantonu na kanton Jura také obce Belprahon a Sorvilier, ale rozhodly se proti změně kantonu. Dne 28. března 2021 se v novém hlasování Moutier vyslovil téměř 55 procenty pro změnu kantonu. Změna na kanton Jura vstoupí v platnost 1. ledna 2026.

## Obyvatelstvo
K 31. prosinci 2022 žilo v kantonu Jura 73 865 obyvatel. Hustota zalidnění 88 obyvatel na km² je výrazně pod švýcarským průměrem (212 obyvatel na km²). Podíl cizinců (obyvatel přihlášených k trvalému pobytu, avšak bez švýcarského občanství) činil k 31. prosinci 2019 14,7 %, zatímco na celostátní úrovni bylo registrováno 25,3 % cizinců. 30. června 2021 činila míra nezaměstnanosti 4,7 %, zatímco na spolkové úrovni 2,8 %.

### Jazyky
Úředním jazykem kantonu je francouzština. Jedinou německy mluvící obcí je Ederswiler. V roce 2019 uvedlo francouzštinu jako hlavní jazyk 89,8 % obyvatel, němčinu 7,4 % a italštinu 2,5 %.
Vzhledem k blízkosti německo-francouzské jazykové hranice a dřívější měnící se příslušnosti (nejprve k basilejskému knížecímu biskupství a poté ke kantonu Bern) je mnoho míst známo nejen pod francouzskými, ale i německými názvy, například Delémont/Delsberg nebo Porrentruy/Pruntrut.

### Náboženství
V kantonu Jura tvoří jasnou většinu obyvatel římští katolíci (64,3 % v roce 2019). 9,8 % obyvatel se ke stejnému datu hlásí k evangelické reformované církvi a 17,3 % je bez vyznání.

## Politika
Současná kantonální ústava pochází z roku 1977.

### Legislativa

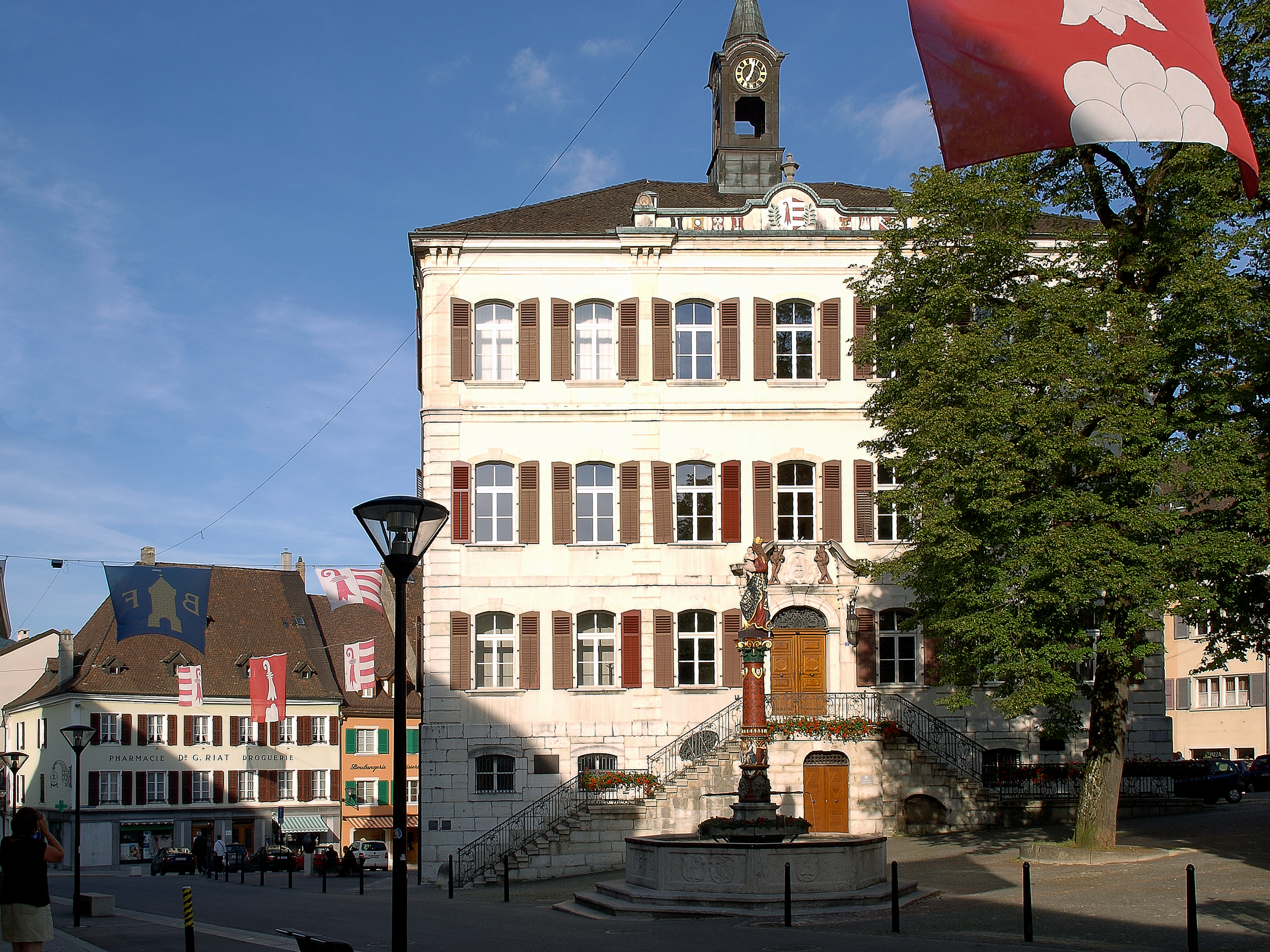
Budova parlamentu

Zákonodárným orgánem kantonu Jura je parlament (francouzsky Parlement), který tvoří 60 zástupců lidu.
Kromě toho se občané přímo podílejí na tvorbě zákonů, neboť změny ústavy jsou povinné a změny zákonů podléhají lidovému hlasování (referendu) na žádost nejméně 2000 voličů nebo osmi obcí. Změnu zákona nebo ústavy může navrhnout také nejméně 2000 voličů nebo osm obcí. Cizinci mají právo volit a být voleni od založení kantonu v roce 1979; to se netýká práva být volen do kantonálních úřadů.

### Vláda

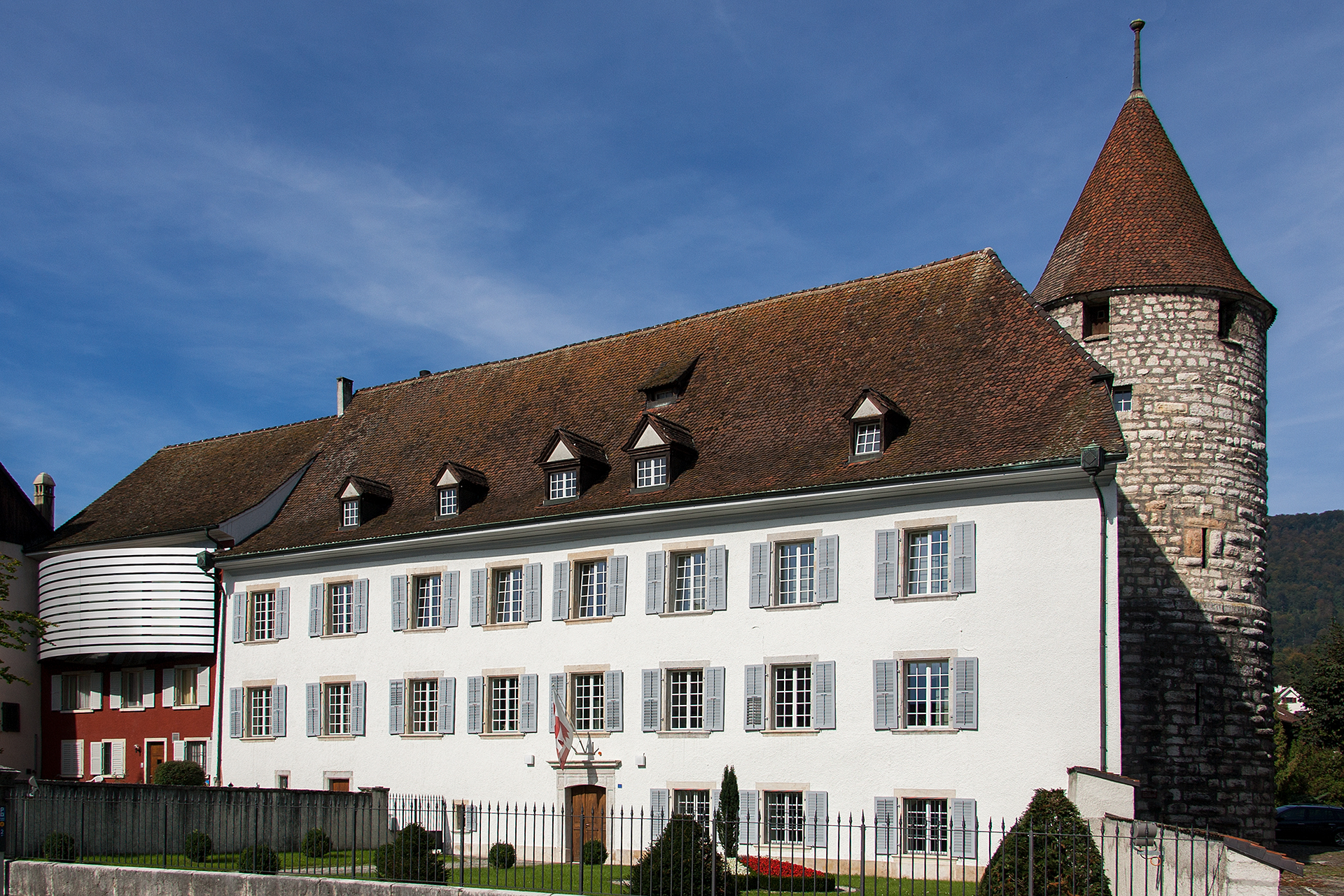
Sídlo kantonální vlády v Delémontu

Výkonným orgánem je vláda (francouzsky Gouvernement). Ta se skládá z pěti členů – ministrů (ministre).

### Soudnictví
Soudní orgány se skládají z vícero úrovní. Jedná se zejména o tři okresní soudy (Tribunal du District), jakož i kantonální soud (Tribunal cantonal) a ústavní soud (Cour constitutionnelle).

### Zastoupení na celostátní úrovni
Na federální úrovni vysílá kanton Jura dva zástupce do Státní rady a dva do Národní rady.

### Správní členění

#### Okresy

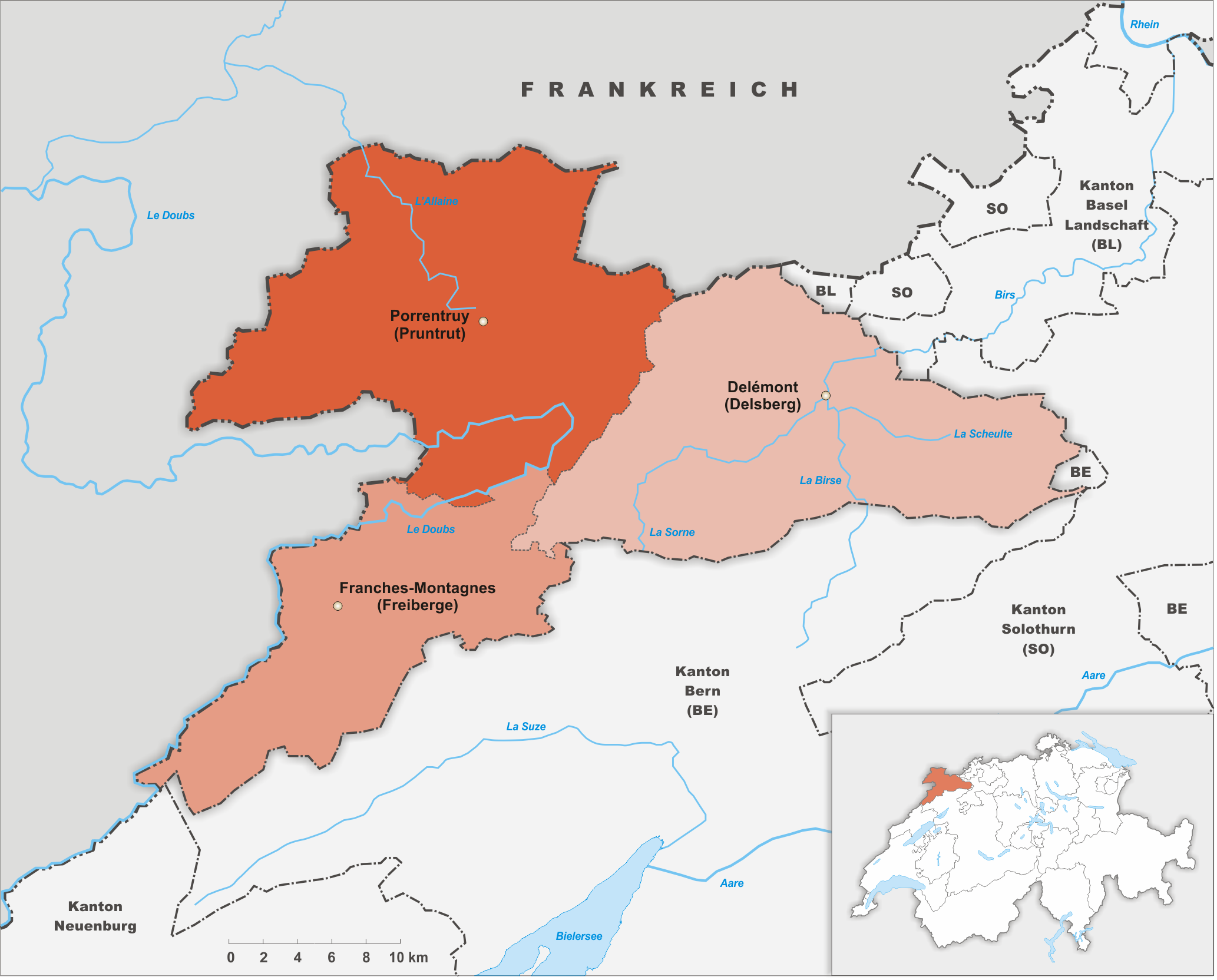
Mapa okresů kantonu Jura

Kanton Jura je rozdělen do tří okresů, které přibližuje následující tabulka.
| Okres              | Počet obyvatel (31.12.2022) | Rozloha (km²) | Hlavní město | Počet obcí |
| ------------------ | --------------------------- | ------------- | ------------ | ---------- |
| Delémont           | 39 309                      | 303,18        | Delémont     | 19         |
| Franches-Montagnes | 10 433                      | 200,23        | Saignelégier | 12         |
| Porrentruy         | 24 123                      | 335,10        | Porrentruy   | 19         |
| Celkem             | 73 865                      | 838,51        | Delémont     | 50         |

#### Obce

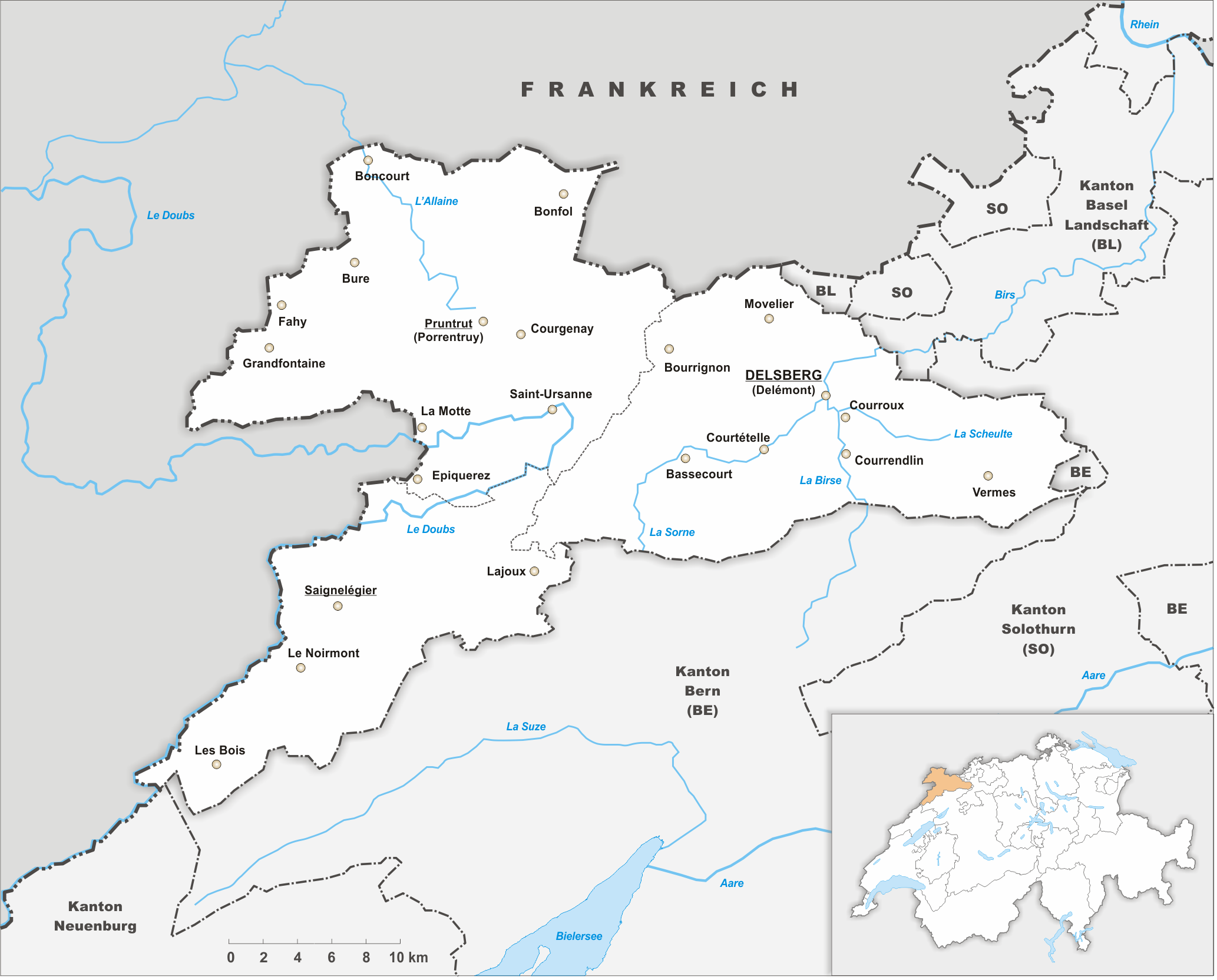
Mapa sídel v kantonu Jura

Kanton Jura má výrazně venkovský charakter. Nachází se v něm 50 politických obcí. Největším sídlem je hlavní město Delémont s více než 12 000 obyvateli. Kromě Delémontu (majícího statut města od roku 1289) je za historické město (se statutem města od roku 1283) nebo malé město považováno také Porrentruy.
Níže jsou uvedeny nejlidnatější politické obce s více než 2000 obyvateli k 31. prosinci 2022.
| Obec         | Počet obyvatel (31.12.2022) |
| ------------ | --------------------------- |
| Delémont     | 12 636                      |
| Haute-Sorne  | 7319                        |
| Porrentruy   | 6441                        |
| Courrendlin  | 3686                        |
| Courroux     | 3313                        |
| Val Terbi    | 3285                        |
| Courtételle  | 2654                        |
| Saignelégier | 2575                        |
| Courgenay    | 2435                        |

## Hospodářství

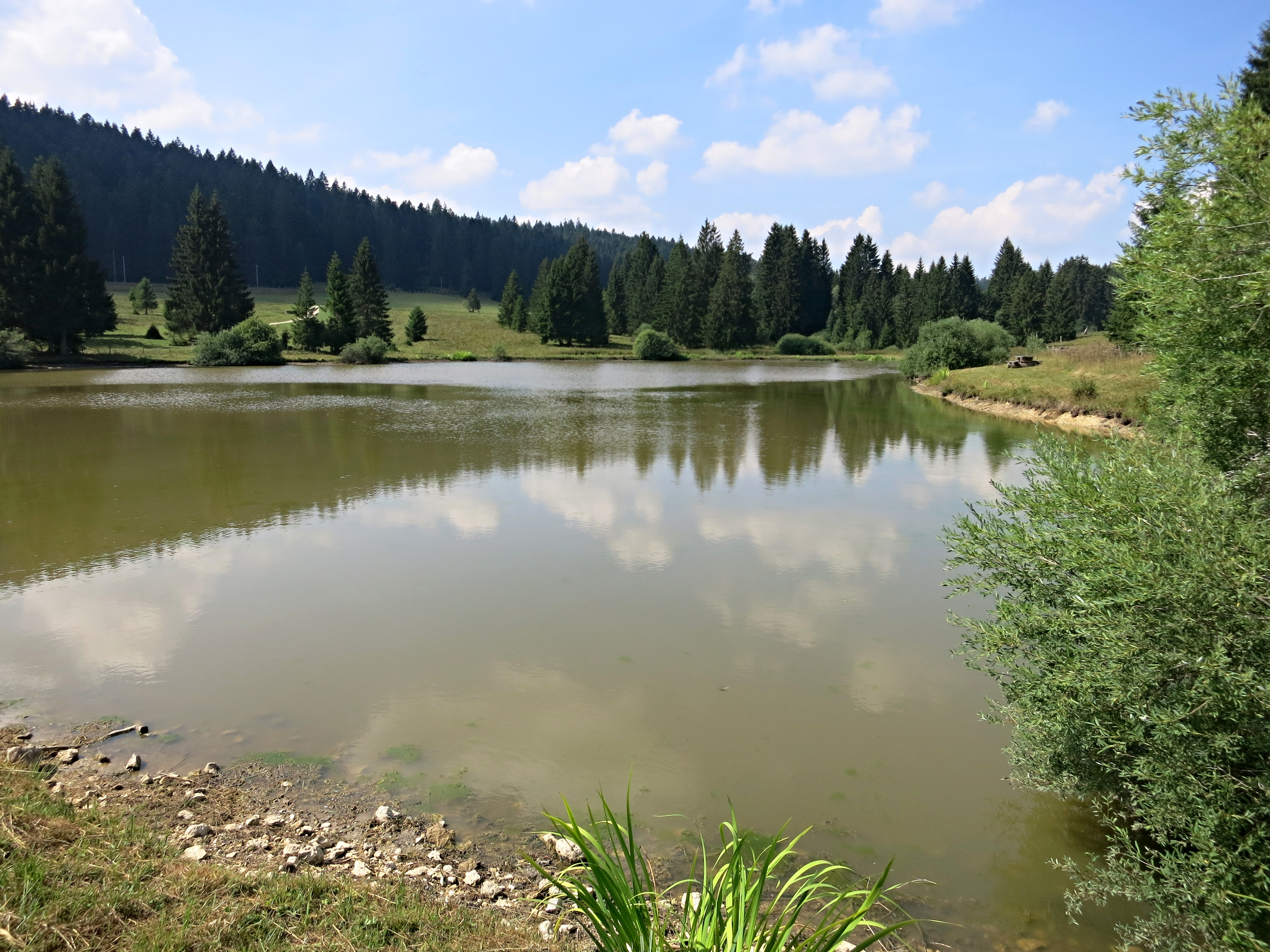
Jezero Étang de Plain de Saigne

Kanton Jura patří z hospodářského hlediska k nejslabším kantonům Švýcarska. Jeho finanční síla dosahuje pouze přibližně 30 % finanční síly celého Švýcarska. V roce 2018 činil hrubý domácí produkt (HDP) na jednoho obyvatele 68 876 švýcarských franků. Tato okolnost je patrná i z množství prázdných (a chátrajících) domů, z nichž některé mají historickou hodnotu. Míra nezaměstnanosti je vyšší než švýcarský průměr a činí 4,7 %, zatímco na federální úrovni je to 2,8 % (k 30. červnu 2021).
Velice důležité je zdejší zemědělství, chov dobytka a koní. Plemeno koní, které je dnes známé jako freiberský kůň, bylo dříve známé také jako „jurský kůň“. Jura je ústředním bodem chovu koní ve Švýcarsku. V roce 2020 obhospodařovalo 20,6 % zemědělské půdy kantonu ekologicky 189 zemědělských podniků.
Vyrábí se zde také hodinky, oblečení a tabákové výrobky. Vzrůstá počet malých a středně velkých obchodů.

## Doprava

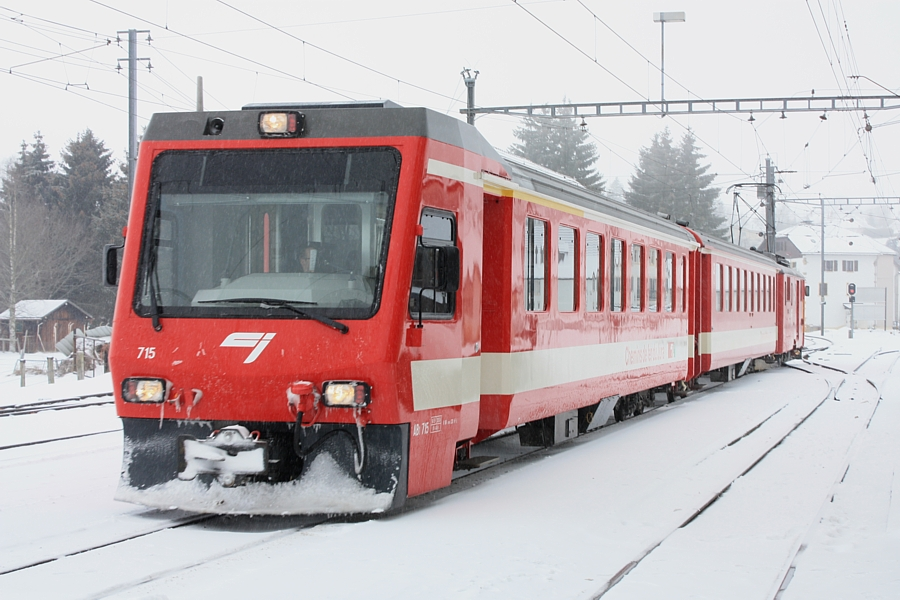
Souprava vlaku CJ ve stanici Noirmont

Železniční společnost Jury (Chemins de fer du Jura, zkráceně CJ) provozuje několik železničních a autobusových linek. Společnost Postauto je také koncesionářem několika autobusových linek. Švýcarské spolkové dráhy SBB provozují hlavní trať, na které zastavují rychlíky v Delémontu. Další železniční trať vede z Delémontu do Boncourtu a pokračuje přes Delle do Belfortu. Tato trasa protíná údolí řeky Doubs s údolím Clos du Doubs.
Nejdůležitějším silničním spojením je dálnice A16, která protíná kanton od jihovýchodu k severozápadu. 
V roce 2020 byla míra automobilizace (počet osobních automobilů na 1000 obyvatel) 601.
Venkovský charakter Jury se odráží i v tom, že na celém území kantonu nejsou žádné semafory.

## Zajímavost
V obci Saint-Ursanne v kantonu Jura stojí na mostě socha českého světce – svatého Jana Nepomuckého.